# Juan José Manso del Abad
Juan José Manso del Abad (Cenera, Mieres (Astúries), 8 de novembre de 1906 – Mèxic, juliol de 1972) fou un obrer metal·lúrgic i dirigent comunista asturià.
Des de ben jove treballà a les mines de Turón, a la conca minera asturiana, i després a la fàbrica de canons de Trubia, on destacà com a sindicalista i milità al PCE. Participà força activament com a membre del Comitè de la Unitat, en la revolució de 1934 a Trubia, raó per la qual fou detingut i condemnat a mort, que li seria commutada per 30 de presó. A començaments de 1936 fou alliberat. A les eleccions generals espanyoles de 1936 fou elegit diputat per Oviedo pel Front Popular.
L'esclat de la guerra civil espanyola el sorprèn a Oviedo, on forma part del Comitè Antifeixista Asturià i des d'agost de 1937 representant de la Junta Delegada del Govern al Nord. L'octubre de 1936 va treure de primer a línia al futur guerriller Cristino García Granda i l'envià a l'Escola d'Especialitats de Santander. Tingué un paper important en el control per les milícies republicanes de la fàbrica de Trubia i col·laborà en l'evacuació de les forces militars republicanes d'Astúries. Després s'incorporà al buró polític del partit. També fou comissari polític de l'Exèrcit Popular de la República i membre de la Junta de Defensa de Madrid.
Després del cop d'estat de Segismundo Casado el febrer de 1939 marxà a França, d'on s'embarcà cap a l'Havana. Allí fou el dirigent més destacat del PCE a l'exili, col·laborant amb la Casa de Cultura i la revista Nosotros. Participà també en l'homenatge que el 1944 les autoritats cubanes van fer a la República espanyola en l'exili. El 1949 fou detingut per la policia política cubana i el 1951 marxà cap a Mèxic. Quan triomfà Fidel Castro el 1959 va retornar un temps a Cuba, però poc després marxà a Mèxic.